# Nicholas Roerich
Nicholas Roerich (rus: Николай Константинович Рерих)  (Sant Petersburg, 27 de setembre de 1874 (Julià) - Kulu, 13 de desembre de 1947), nom complet amb patronímic Nikolai Konstantínovitx Riorikh, fou un pintor, dissenyador escènic i escriptor rus que és potser més conegut pel seu treball amb els Ballets Russos de Serguei Pàvlovitx Diàguilev i especialment pels seus decorats històrics monumentals. Un exemple notable va ser el seu vestuari i el seu disseny d'escenari per a l'estrena de 1913 de la primera fita moderna d'Ígor Stravinski, Le Sacre du printemps. Roerich també era un místic popular.
Estava interessat en la hipnosi i altres pràctiques espirituals i es diu que les seves pintures tenen expressió hipnòtica.
Nascut a Sant Petersburg, d'un pare alemany bàltic acomodat i de mare russa, Roerich va viure en diversos llocs del món fins a la seva mort a Naggar, Himachal Pradesh, Índia. Format com a artista i advocat, els seus principals interessos eren la literatura, la filosofia, l'arqueologia i sobretot l'art. Roerich va ser un activista dedicat per la causa de la preservació de l'art i l'arquitectura en temps de guerra. Va ser nominat diverses vegades a la llarga llista del Premi Nobel de la Pau. L'anomenat Pacte de Roerich va ser signat com a llei pels Estats Units i la majoria de les altres nacions de la Unió Panamericana l'abril de 1935.

## Biografia

### Primers anys de vida

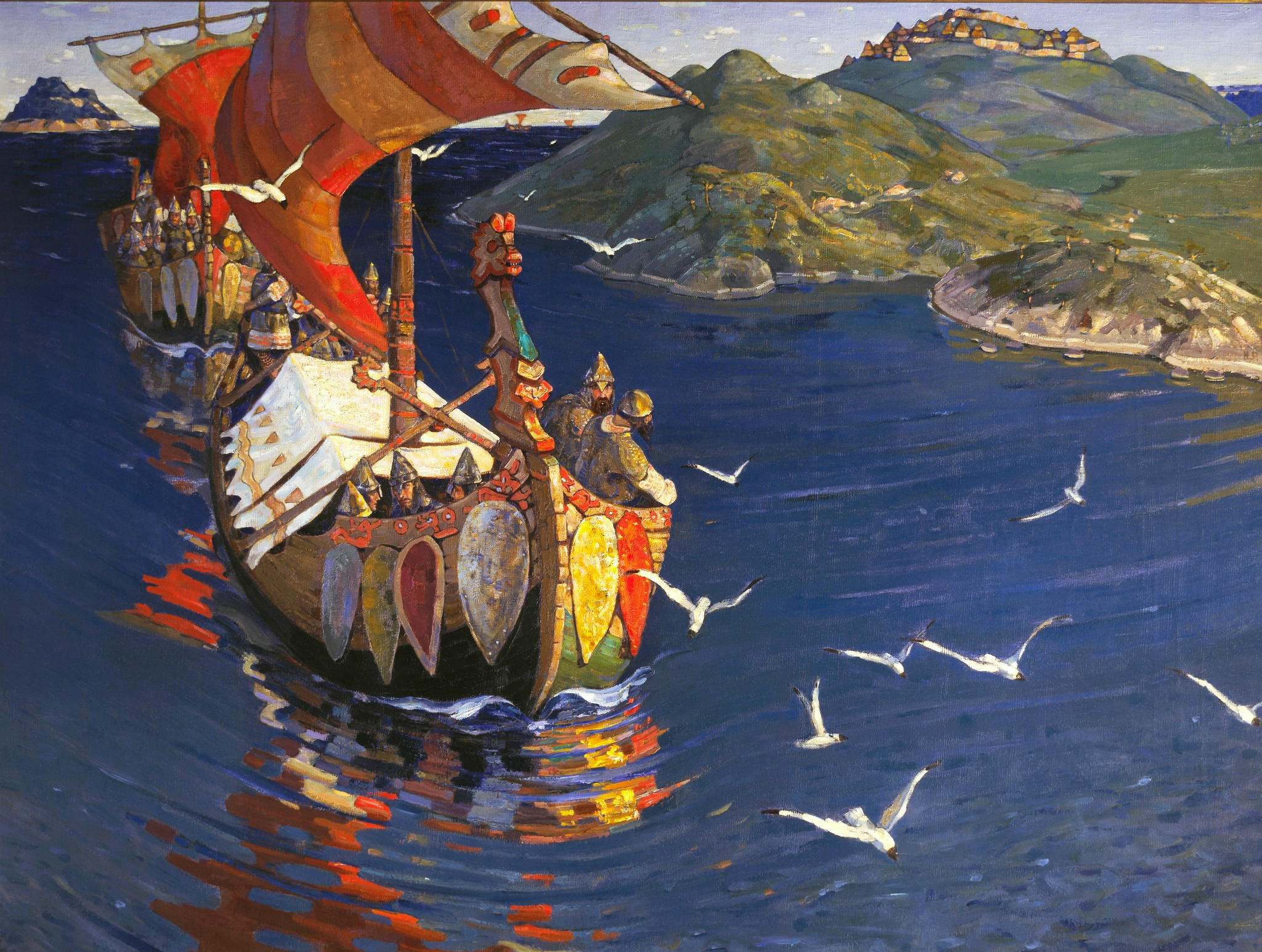
Convidats d'ultramar, 1901 (Varegs)

Criat a Sant Petersburg a finals del segle xix, Roerich es va matricular simultàniament a la Universitat Estatal de Sant Petersburg i a l'Acadèmia Imperial de les Arts el 1893. Va rebre el títol d'"artista" l'any 1897 i l'any següent es va llicenciar en dret. Va trobar la primera feina amb la Societat Imperial per al Foment de les Arts, l'escola de la qual va dirigir de 1906 a 1917. Malgrat les primeres tensions amb el grup, es va convertir en membre de la societat Mir iskusstva de Serguei Diàguilev i en va ser el president de 1910 a 1916.
Artísticament, Roerich va ser conegut com el pintor més talentós de la seva generació del passat antic de Rússia, un tema compatible amb el seu interès per l'arqueologia durant tota la seva vida. També va tenir èxit com a escenògraf aconseguint la seva màxima fama com un dels dissenyadors dels Ballets Russos de Diàguilev. Els seus dissenys més coneguts van ser per al príncep Igor d'Aleksandr Borodin (1909 i produccions posteriors), i els vestuaris i l'escenografia de La consagració de la primavera (1913), compost per Ígor Stravinski.
Juntament amb Mikhaïl Vrúbel i Mikhaïl Nésterov, Roerich és considerat un dels principals representants del simbolisme rus en l'art. Des d'un primer període de la seva vida, va ser influenciat per escrits apòcrifs i sectaris medievals com el misteriós Dove Book.
Una altra de les assignatures artístiques de Roerich va ser l'arquitectura. La seva aclamada publicació "Estudis arquitectònics" (1904–1905), que consta de desenes de pintures que va fer de fortaleses, monestirs, esglésies i altres monuments durant dos llargs viatges per Rússia, va inspirar la seva carrera de dècades com a activista en nom de l'art. i conservació arquitectònica. També va dissenyar art religiós per a llocs de culte a Rússia i Ucraïna, sobretot el fresc de la Reina del Cel per a l'Església de l'Esperit Sant, que la patrona Maria Tenisheva va construir prop de la seva finca de Talashkino, i els vitralls de Datsan Gunzechoinei a 1913–1915. Els seus dissenys per a l'església de Talashkino eren tan radicals que l'església ortodoxa es va negar a consagrar l'edifici.
Durant la primera dècada del 1900 i a principis del 1910, Roerich, en gran part per la influència de la seva dona, Helena, va desenvolupar un interès per les religions orientals, així com per sistemes de creences alternatius (al cristianisme) com la teosofia. Tots dos Roerich es van convertir en àvids lectors dels assaigs vedantistes de Ramakrishna i Vivekananda, la poesia de Rabindranath Tagore i el Bhagavad Gita.
El compromís dels Roerich amb el misticisme ocult va augmentar constantment. Va ser especialment intens durant la Primera Guerra Mundial i la Revolució Russa de 1917 a la qual la parella, com molts intel·lectuals russos, va concedir un significat apocalíptic. La influència de la teosofia, el Vedanta, el budisme i altres temes místics es pot detectar no només en moltes de les pintures de Roerich, sinó també en els nombrosos contes i poemes que Roerich va escriure abans i després de les revolucions de 1917, inclòs el cicle Flors de Morya, que es va començar el 1907 i es va acabar el 1921.

### Revolució i emigració als Estats Units

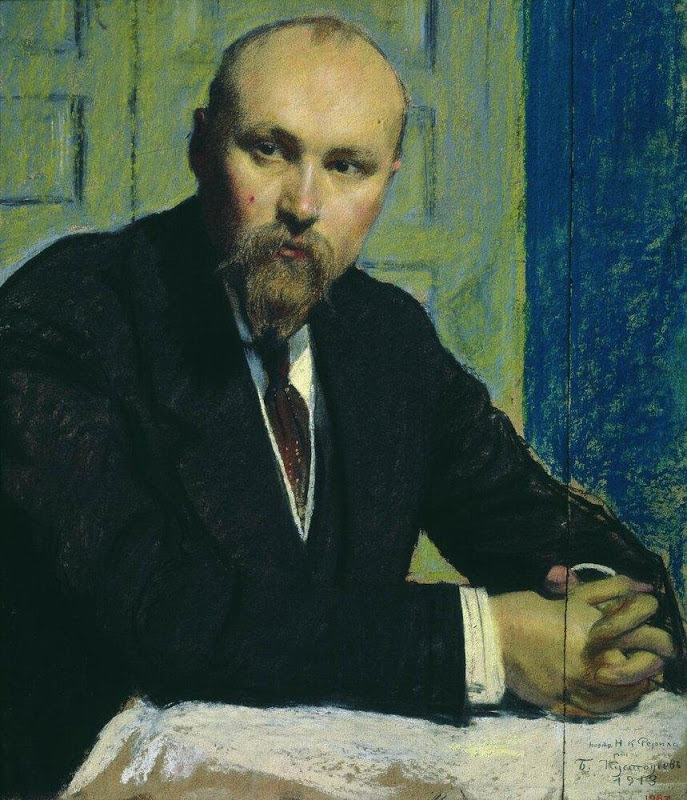
Nicolas Roerich de Borís Kustódiev. 1913

Després de la Revolució de Febrer de 1917 i la fi del règim tsarista, Roerich, un polític moderat que valorava més l'herència cultural de Rússia que la ideologia i la política de partit, va tenir una part activa en la política artística. Amb Maksim Gorki i Aleksandr Benois, va participar amb l'anomenada "Comissió Gorki" i la seva organització successora, la Unió de les Arts (SDI). Totes dues van intentar captar l'atenció del Govern provisional i del Soviet de Petrograd sobre la necessitat de formar una política cultural coherent i, el més urgent, protegir l'art i l'arquitectura de la destrucció i el vandalisme.
Mentrestant, la malaltia va obligar a Roerich a abandonar la capital i a residir a Carèlia, el districte que limita amb Finlàndia. Ja havia deixat la presidència de la societat World of Art, i ara va deixar la direcció de l'Escola de la Societat Imperial per al Foment de les Arts. Després de la Revolució d'Octubre i la presa del poder del Partit Bolxevic de Lenin, Roerich es va desanimar cada cop més pel futur polític de Rússia. A principis de 1918, ell, Helena i els seus dos fills George i Svetoslav van emigrar a Finlàndia.
Dos debats històrics no resolts estan associats amb la marxa de Roerich. En primer lloc, sovint s'afirma que Roerich era un candidat important per dirigir un comissariat popular de cultura (l'equivalent soviètic d'un ministeri de cultura), que els bolxevics van considerar establir el 1917-1918, però es va negar a acceptar la feina. De fet, Benois era l'opció més probable per dirigir qualsevol comissariat d'aquest tipus. Sembla que Roerich era una opció preferida per gestionar el seu departament d'educació artística; el tema és discutible pel fet que els soviètics van optar per no establir aquest comissariat.
En segon lloc, quan més tard Roerich va voler reconciliar-se amb la Unió Soviètica, va sostenir que no havia abandonat la Rússia soviètica deliberadament, sinó que ell i la seva família, que vivien a Carèlia, havien estat aïllats de la seva terra natal quan va començar la guerra civil finlandesa. No obstant això, Roerich tenia una hostilitat extrema àmpliament documentada cap al règim bolxevic, motivada no tant per l'antipatia pel comunisme com per la seva repulsió per la crueltat de Lenin i la seva por que el bolxevisme resultés en la destrucció del patrimoni artístic i arquitectònic de Rússia. Va il·lustrar la polèmica anticomunista de Leonid Andréiev "SOS" i va fer un fulletó àmpliament publicat, "Violadors de l'Art" (1918-1919). Roerich creia que "el triomf de la cultura russa es produiria gràcies a una nova apreciació dels antics mites i llegendes".
Després d'uns mesos a Finlàndia i Escandinàvia, els Roerich es van traslladar a Londres, arribant a mitjans de 1919. Absorbits amb el misticisme teosòfic, ara tenien expectatives mil·lenàries que una nova era imminent i desitjaven viatjar a l'Índia com més aviat millor. Es van unir al capítol anglès-gal·lès de la Societat Teosòfica. Va ser a Londres, el març de 1920, que els Roerich van fundar la seva pròpia escola de misticisme, Agni Yoga, que van descriure com "el sistema de l'ètica viva".
Per guanyar-se el pas a l'Índia, Roerich va treballar com a escenògraf per al Covent Garden Theatre de Thomas Beecham, però l'empresa va acabar sense èxit el 1920, i l'artista maig va rebre el pagament complet per la seva obra. Entre les persones notables que Roerich va fer amistat mentre estava a Anglaterra es trobaven el famós budista britànic Christmas Humphreys, el filòsof i autor H.G. Wells i el poeta i premi Nobel Rabindranath Tagore (la neboda del qual Devika Rani es casaria més tard amb el fill de Roerich, Svetoslav).
Una exitosa exposició a Londres va donar lloc a una invitació d'un director de l'Institut d'Art de Chicago, oferint-se a organitzar la gira de l'art de Roerich pels Estats Units. A la tardor de 1920, els Roerich van viatjar a Amèrica per mar.

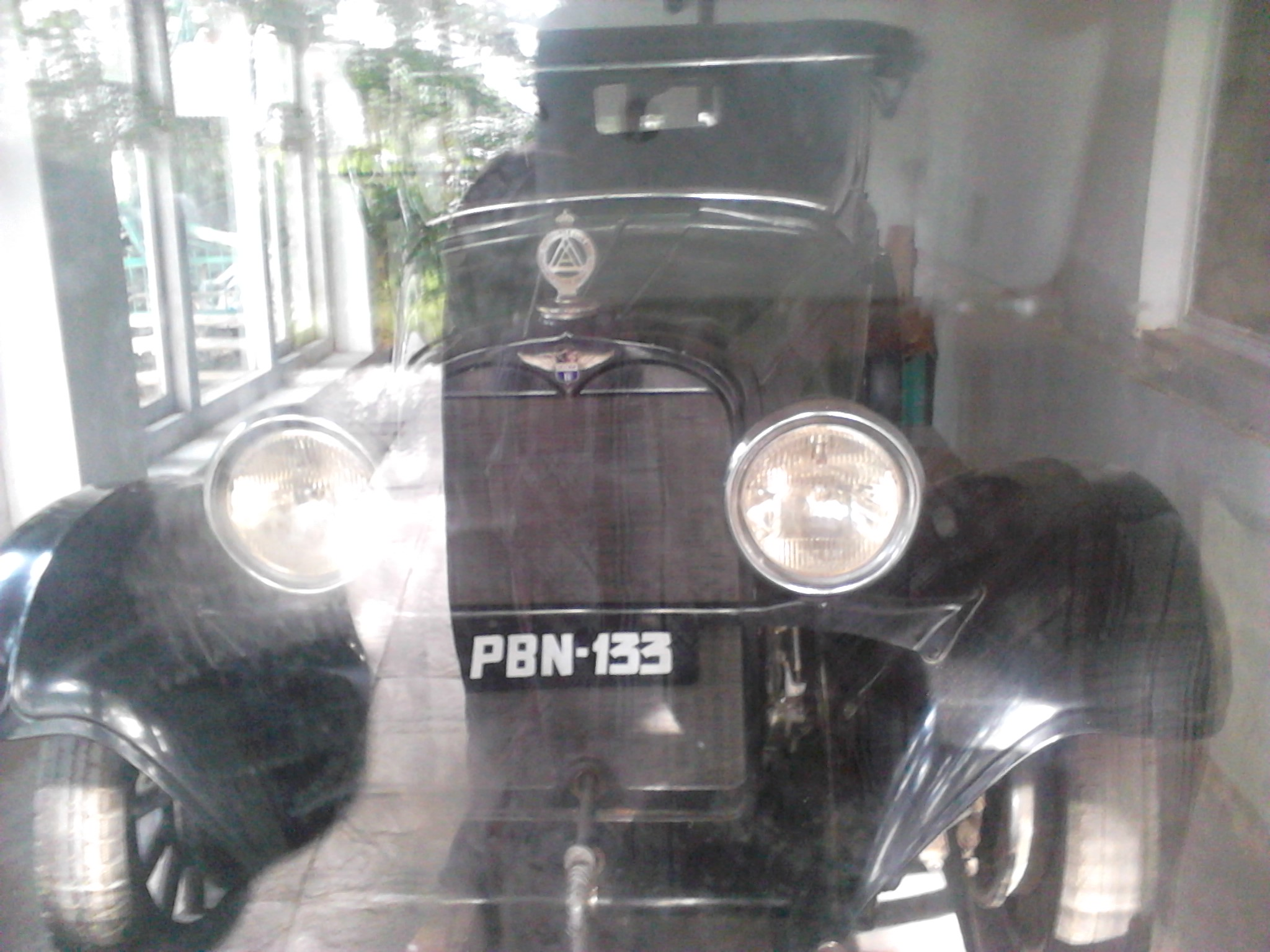
Cotxe de Nicolas Roerich al seu museu de Naggar

Els Roerich van romandre als Estats Units des d'octubre de 1920 fins al maig de 1923. Una gran exposició d'art de Roerich, organitzada en part per l'empresari nord-americà Christian Brinton i en part pel Chicago Art Institute, va començar a Nova York el desembre de 1920 i va recórrer el país, a San Francisco i tornada, el 1921 i principis de 1922. Roerich es va fer amistat amb l'aclamada soprano Mary Garden de l’Òpera de Chicago i va rebre l'encàrrec de dissenyar una producció de 1922 de La donzella de neu de Nikolai Rimski-Kórsakov per a ella. Durant l'exposició, els Roerich van passar una gran quantitat de temps a Chicago, Nou Mèxic i Califòrnia.
Políticament, Roerich va ser al principi antibolxevic. Va donar conferències i va escriure articles a les poblacions russes blanques en què criticava la Unió Soviètica. No obstant això, la seva aversió al comunisme, «el monstre impertinent que menteix a la humanitat», va canviar a Amèrica. Roerich va afirmar que els seus mestres espirituals, els "Mahatmas" de l'Himàlaia, es comunicaven telepàticament amb ell a través de la seva dona, Helena, que era una mística i clarivident.
Es deia que els éssers d'una comunitat budista esotèrica de l'Índia li van dir a Roerich que Rússia estava destinada a una missió a la Terra. Això el va portar a formular el seu "Gran Pla", que preveia la unificació de milions de pobles asiàtics mitjançant un moviment religiós utilitzant el Buda Futur, o Maitreya, en una "Segona Unió de l'Est". Allà, el rei de Shambhala, seguint les profecies de Maitreya, faria la seva aparició per lluitar en una gran batalla contra totes les forces del mal de la Terra. Roerich ho va entendre com "la perfecció cap al bé comú". El nou govern havia d'incloure el sud-oest d'Altai, Tuvà, Buriàtia, Mongòlia Interior i Exterior, Xinjiang i Tibet, amb la seva capital a "Zvenigorod", la "Ciutat de les campanes", que s'havia de construir als peus del mont Belukha, a Altai. Segons Roerich, els mateixos Mahatmas li van revelar el 1922 que era una encarnació del cinquè Dalai Lama.
La col·laboració de Roerich amb els diplomàtics bolxevics i l'objectiu de reunir informació sobre els britànics, va portar a diversos estudiosos a situar Nicholas Roerich com a participant del Gran Joc colonial britànic-rus.
El 1923, Roerich, l'"idealista pràctic", va marxar a l'Himàlaia amb la seva dona i el seu fill Yuri. Roerich es va establir inicialment a Darjeeling a la mateixa casa on s'havia allotjat el 13è Dalai Lama durant el seu exili a l'Índia. Roerich va passar el seu temps pintant l'Himàlaia amb visitants com Frederick Marshman Bailey, Lady Lytton i membres de l’expedició britànica de l'Everest de 1924, així com Sonam Wangfel Laden La, Kusho Doring i Tsarong Shape, tibetans influents. Segons la intel·ligència britànica, els lames del monestir de Moru van reconèixer a Roerich com l'encarnació del cinquè Dalai Lama a causa d'un patró de nevus a la seva galta dreta. Va ser durant la seva estada a l'Himàlaia que Roerich va conèixer el vol del 9è Panchen Lama, que va interpretar com el compliment de les profecies de Matreiya i la creació de l'era de Shambhala.
El 1924, els Roerich van tornar a Occident. De camí cap a Amèrica, Roerich es va aturar a l'ambaixada soviètica a Berlín, on va dir al plenipotenciari local una expedició a l'Àsia central que volia emprendre. Va demanar protecció soviètica en el seu camí i va compartir les seves impressions sobre la política a l'Índia i al Tibet. Roerich va comentar l'"ocupació del Tibet pels britànics" afirmant que "s'infiltren en petits partits... fan una extensa propaganda antisoviètica" parlant de "l'activitat antireligiosa dels bolxevics". Més tard, el plenipotenciari va assenyalar a un dels antics companys d'universitat de Roerich, Gueorgui Txitxerin, que tenia "una tendència absolutament prosoviètica, que semblava una mica buddo-comunista", i que el seu fill, que parlava 28 llengües asiàtiques, el va ajudar a aconseguir el favor dels indis i dels tibetans.
Els Roerich es van establir a la ciutat de Nova York, que es va convertir en la base de les seves nombroses operacions americanes. Van fundar diverses institucions durant aquests anys: Cor Ardens i Corona Mundi, ambdues destinades a unir artistes d'arreu del món en la causa de l'activisme cívic; el Master Institute of United Arts, una escola d'art amb un currículum versàtil, i la seu eventual del primer Museu Nicholas Roerich; i una American Agni Yoga Society. També es van unir a diverses societats teosòfiques; les seves activitats amb aquests grups van dominar les seves vides.

### Expedició asiàtica (1925-1929)

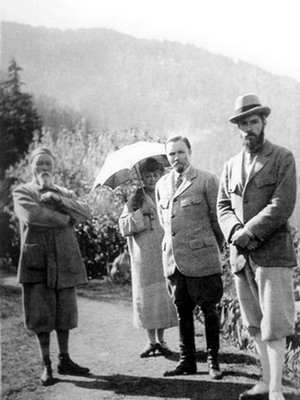
Família Roerich (Vall de Kullu, India)

Després de marxar de Nova York, els Roerich, juntament amb el seu fill George i sis amics, van començar l'expedició asiàtica Roerich de cinc anys que, segons les pròpies paraules de Roerich, "va començar des de Sikkim passant per Punjab, Caixmir, Ladakh, les muntanyes del Karakoram, Hotan, Kaixgar, Qaraixahr., Ürümchi, Irtix, les muntanyes d'Altai, la regió d’Oyrot de Mongòlia, el Gobi central, Gansu, Conca de Qaidam i el Tibet" amb un desviament per Sibèria fins a Moscou el 1926.
L'expedició asiàtica dels Roerich va cridar l'atenció dels serveis estrangers i les agències d'intel·ligència de la Unió Soviètica, els Estats Units, el Regne Unit i el Japó. De fet, abans d'aquesta expedició, Roerich havia sol·licitat l'ajuda del govern soviètic i de la policia secreta bolxevic per ajudar-lo en la seva expedició prometent a canvi supervisar les activitats britàniques a la zona, però només va rebre una resposta tèbia de Mikhail Trilisser, el cap de la intel·ligència exterior soviètica.
Els bolxevics van ajudar a Roerich amb la logística mentre viatjava per Sibèria i Mongòlia. No obstant això, no es van comprometre amb el seu projecte temerari de la Sagrada Unió de l'Orient, una utopia espiritual que es va reduir als ambiciosos intents de Roerich per agitar les masses budistes de l'Àsia interior per crear una comunitat cooperativa altament espiritual sota el patrocini de Rússia bolxevic.
La missió oficial de la seva expedició, com va dir Roerich, era actuar com l'ambaixada del budisme occidental al Tibet. Als mitjans occidentals es va presentar com una empresa artística i científica. Roerich va informar haver vist un oval metàl·lic al cel sobre el Tibet; Dècades més tard, els entusiastes dels ovnis afirmarien que l'expedició Roerich va presenciar un "plat volador".
Entre l'estiu de 1927 i el juny de 1928 es pensava que l'expedició s'havia perdut, ja que la comunicació amb ells havia cessat. De fet, havien estat atacats al Tibet. Roerich va escriure que només la "superioritat de les nostres armes de foc va evitar el vessament de sang.... Tot i que teníem passaports del Tibet, l'expedició va ser aturada per la força per les autoritats tibetanes". Van ser detinguts pel govern durant cinc mesos i es van veure obligats a viure en tendes de campanya en condicions sota zero i a subsistir amb racions escasses. Durant aquest temps van morir cinc homes de l'expedició. El març de 1928 se'ls va permetre abandonar el Tibet i van marxar cap al sud per establir-se a l'Índia, on van fundar un centre de recerca, l'Institut de Recerca de l'Himàlaia.
El 1929 Roerich va ser nominat per al Premi Nobel de la Pau per la Universitat de París. Va rebre dues nominacions més el 1932 i el 1935. La seva preocupació per la pau va donar lloc a la creació de la Pax Cultura, la Creu Roja de l'art i la cultura. El seu treball per aquesta causa també va fer que els Estats Units i les altres 20 nacions de l'Organització dels Estats Americans signessin el Pacte de Roerich, un primer instrument internacional de protecció de béns culturals, el 15 d'abril de 1935 a la Casa Blanca.

### Expedició de Manxúria
El 1934–1935, el Departament d'Agricultura dels Estats Units, llavors dirigit per l'admirador de Roerich Henry A. Wallace, va patrocinar una expedició de Roerich i els seus científics HG MacMillan i James F. Stephens a Mongòlia Interior, Manxúria i la Xina. El propòsit de l'expedició era recollir llavors de plantes que evitaven l'erosió del sòl.
L'expedició constava de dues parts. El 1934, van explorar les muntanyes del Gran Khingan i l'altiplà de Bargan a l'oest de Manxúria. El 1935, van explorar parts de Mongòlia Interior: el desert de Gobi, el desert d'Ordos i les muntanyes Helan. L'expedició va trobar gairebé tres centes espècies de xeròfits, recollir herbes, fer estudis arqueològics i trobar manuscrits antics de gran importància científica.

### Vida posterior

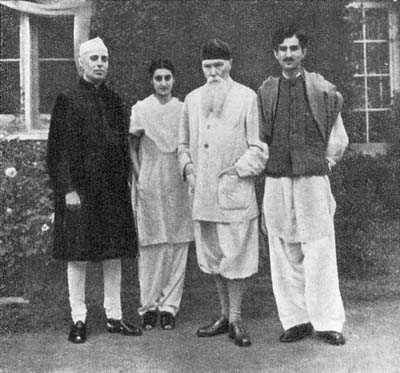
Jawaharlal Nehru, Indira Gandhi, Nicholas Roerich i Mohammad Yunus. (La finca de Roerich, Kullu).

Roerich va estar a l'Índia durant la Segona Guerra Mundial, on va pintar temes heroics i sants, com Alexander Nevsky, La lluita de Mstislav i Rededia, i Boris i Gleb.
El 1942, Roerich va rebre Jawaharlal Nehru i la seva filla, Indira Gandhi, a la seva casa de Kullu. Junts van discutir el destí del nou món: "Parlem de l'associació cultural indi-russa […] és hora de pensar en una cooperació útil i creativa".
Indira Gandhi recordarà més tard diversos dies passats juntament amb la família de Roerich: «Aquesta va ser una visita memorable a una família sorprenent i dotada on cada membre era una figura notable en si mateix, amb un ventall d'interessos ben definit… El mateix Roerich es queda a la meva memòria. Era un home amb amplis coneixements i una enorme experiència, un home amb un gran cor, profundament influenciat per tot el que va observar».
Durant la visita, «es van expressar idees i pensaments sobre una cooperació més estreta entre l'Índia i la URSS. Ara, després que l'Índia guanyi la independència, tenen la seva pròpia implementació real. I com sabeu, avui dia hi ha relacions amistoses i d'entesa mútua entre els nostres països».
El 1942 es va crear a Nova York l'Associació Cultural Americano-Russa (ARCA). Els seus participants actius van ser Ernest Hemingway, Rockwell Kent, Charles Chaplin, Emil Cooper, Serge Koussevitzky i Valeriy Ivanovitx Teresxxenko. La seva activitat va ser ben acollida per científics com Robert Millikan i Arthur Compton.
Roerich va mantenir una llarga correspondència amb Henry Wallace, el candidat del Partit Progressista de 1948 a la presidència dels Estats Units.
Roerich va morir a Kullu el 13 de desembre de 1947. Helena Roerich va escriure sobre aquest dia: "El dia de la cremació va ser excepcionalment bonic. Ni un sol cop de vent i totes les muntanyes circumdants estaven revestides amb vestits nevats".

## El llegat cultural

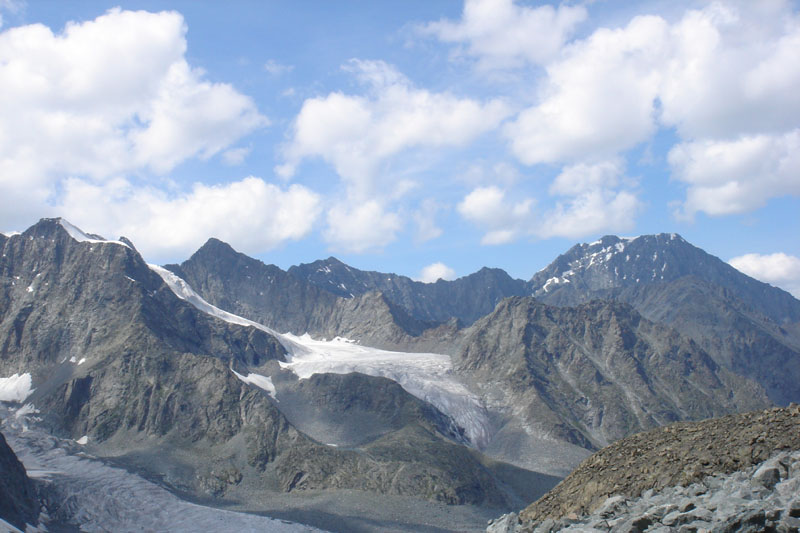
Massís de l'Altai. Cims i colls batejats en honor a la família Roerich.

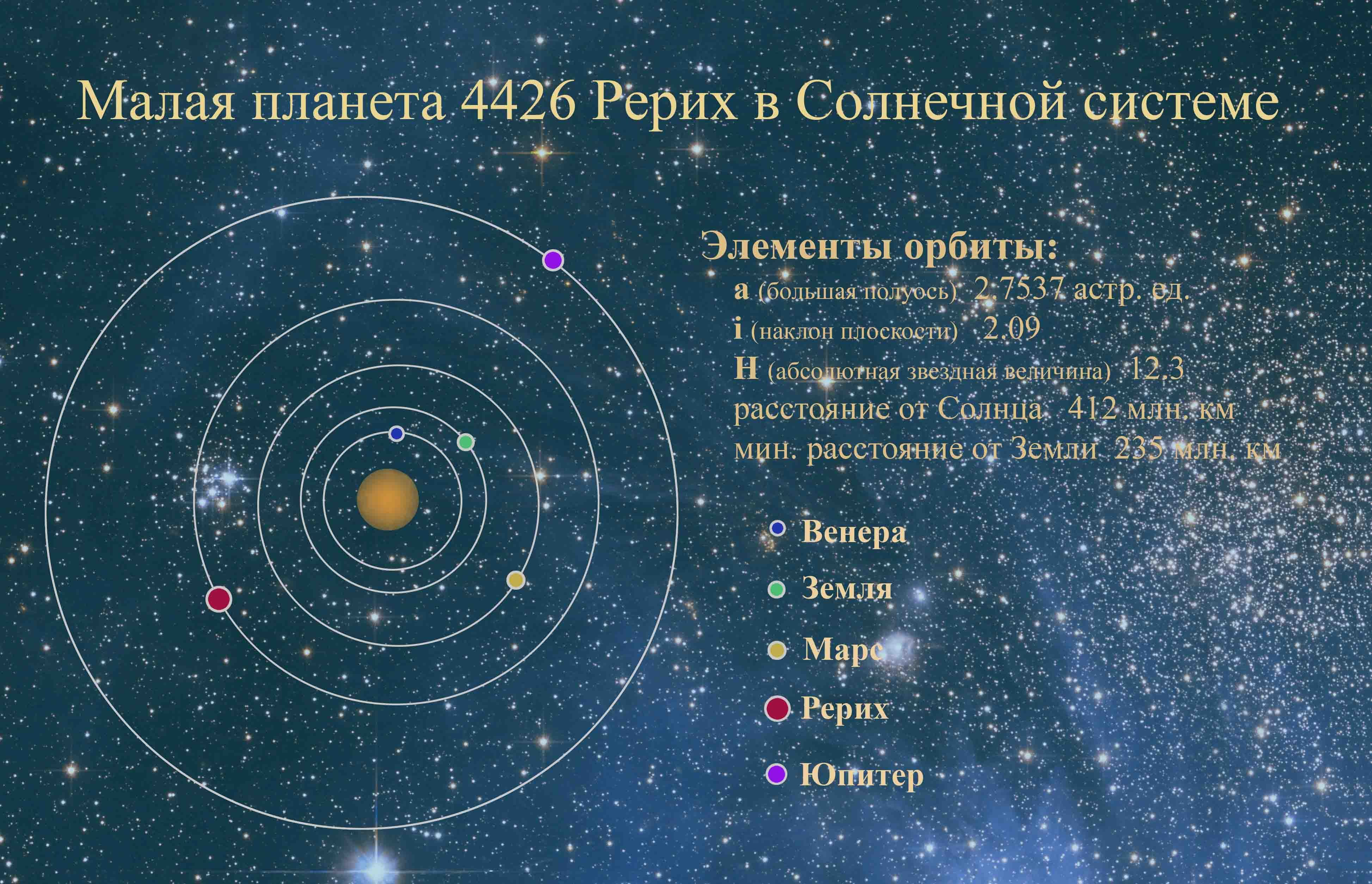
El planeta menor 4426 Roerich del Sistema Solar

Al segle XXI, el Museu Nicholas Roerich de la ciutat de Nova York és una institució important per a l'obra artística de Roerich. Nombroses societats de Roerich continuen promovent els seus ensenyaments teosòfics a tot el món. Les seves pintures es poden veure en diversos museus, com ara el Departament Roerich del Museu Estatal d'Arts Orientals de Moscou; el Museu Roerich al Centre Internacional dels Roerich de Moscou; el Museu Estatal Rus de Sant Petersburg, Rússia; una col·lecció a la Galeria Tretiakov de Moscou; una col·lecció al Museu d'Art de Novosibirsk, Rússia; una important col·lecció a la National Gallery for Foreign Art de Sofia, Bulgària; una col·lecció al Museu d'Art de Nizhny Novgorod Rússia; Museu Nacional de Sèrbia; el Roerich Hall Estate a Naggar, Índia; la Sree Chitra Art Gallery, Thiruvananthapuram, Índia; en diversos museus d'art de l'Índia; i una selecció que inclou diverses de les seves obres més grans al Museu Nacional d'Art de Letònia.
La biografia de Roerich i les seves polèmiques expedicions al Tibet i Manxúria han estat examinades recentment per diversos autors, entre ells dos russos, Vladimir Rosov i Alexandre Andreyev, dos nord-americans (Andrei Znamenski i John McCannon) i l'alemany Ernst von Waldenfels.
Fins i tot una sèrie dels seus estudis sobre les serralades de l'Himàlaia, donats pel fill de l'artista (concretament 36 obres) es mostren fins i tot a la Nicholas Roerich Gallery del Karnataka Chitrakala Parishath Museum amb seu a Bangalore, Índia. La naturalesa hipnòtica i immersiva de les seves obres absorbeix realment l'espectador, deixant-lo amb una sensació de pau i tranquil·litat mentre es mou amb la sèrie per la galeria.
H. P. Lovecraft fa referència nombroses vegades a les "estranyes i inquietants pintures asiàtiques de Nicholas Roerich" a la seva història de terror antàrtica A les muntanyes de la bogeria.
Roerich va rebre l'Ordre de Sant Sava. El planeta menor 4426 Roerich del Sistema Solar va ser batejat en honor a Roerich.
El juny de 2013 durant la Setmana de l'Art Rus a Londres, la Madonna Laboris de Roerich es va vendre a una subhasta a la botiga Bonhams per 7.881.250 £, inclosa la prima del comprador, la qual cosa la converteix en la pintura més valuosa maig venuda en una subhasta d'art rus.

## Galeria

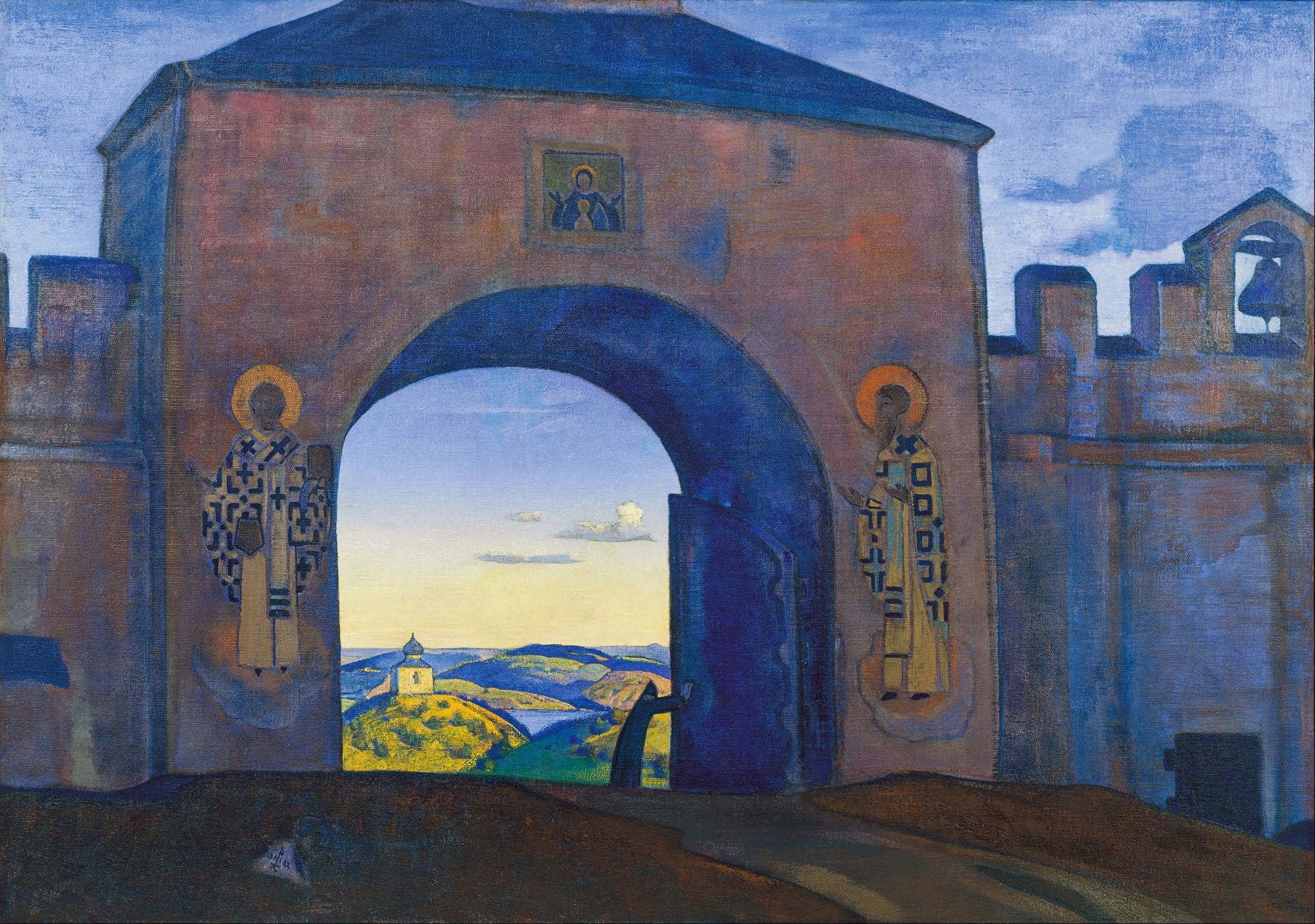
And We Are Opening the Gates, from the "Sancta" Series
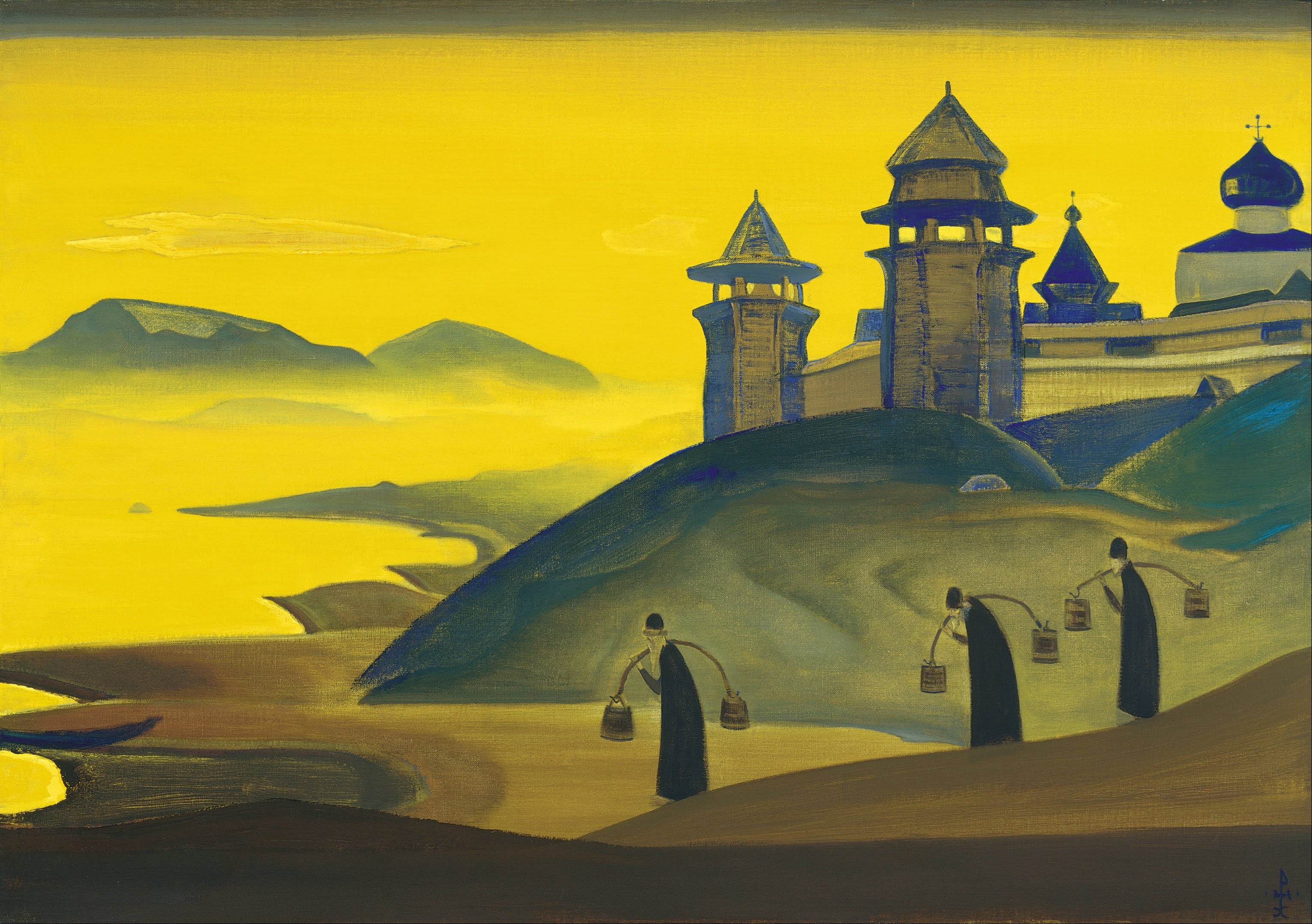
And We Are Trying, from the "Sancta" Series
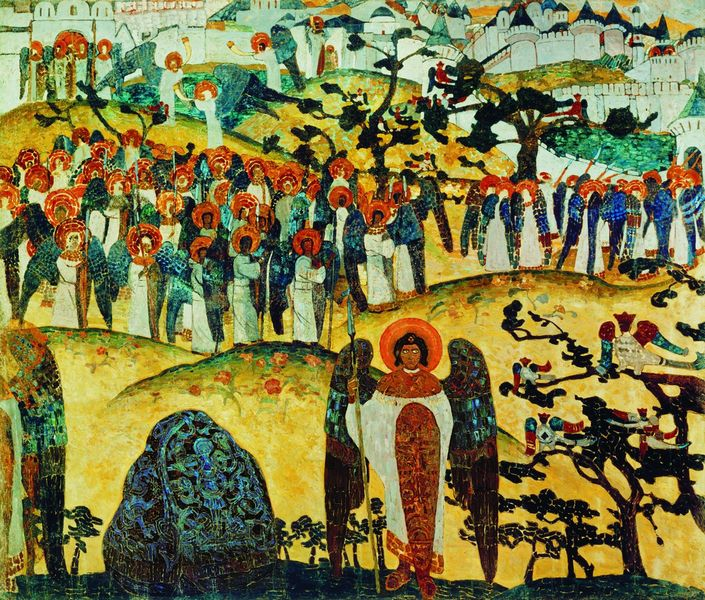
Treasure of angels
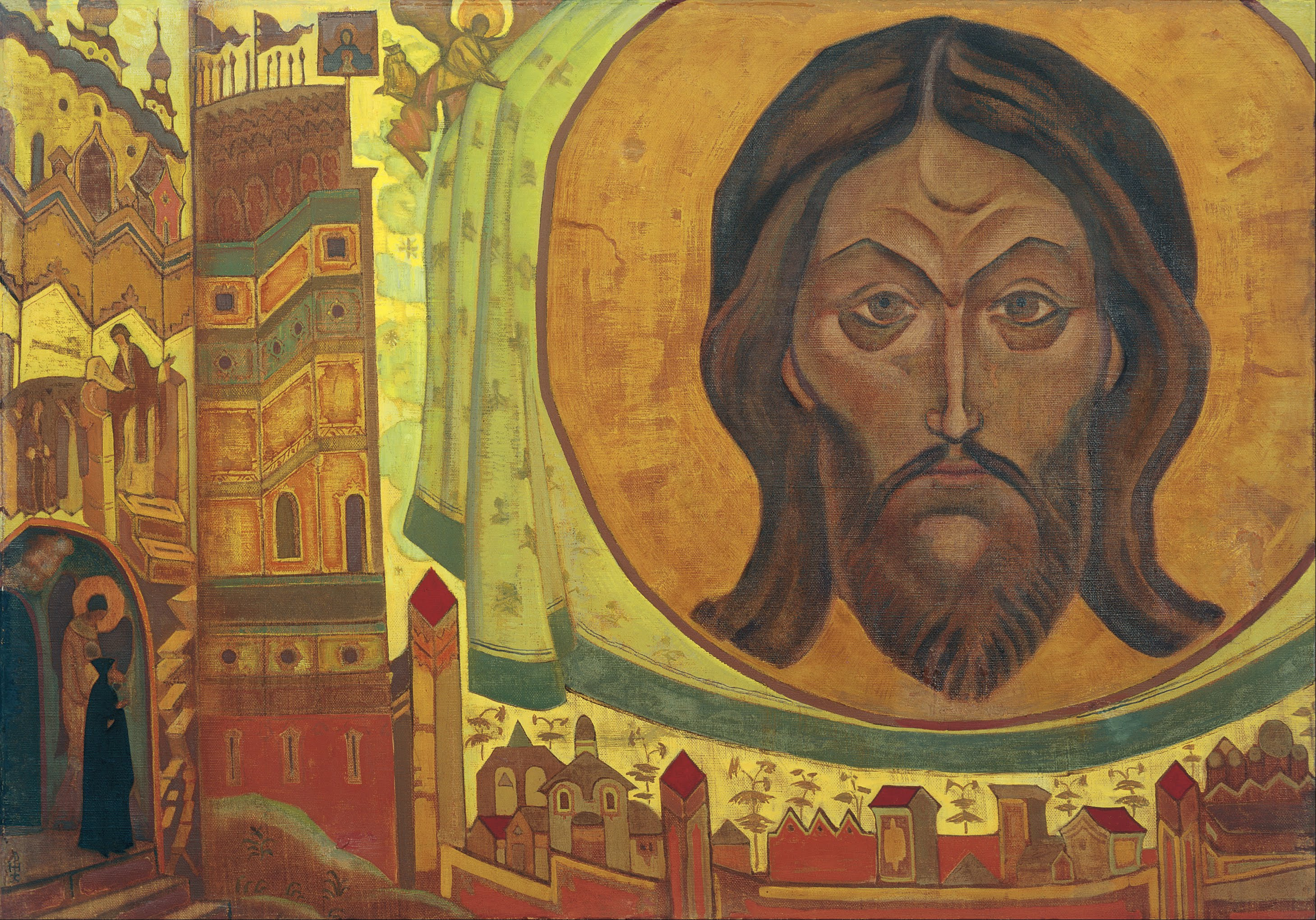
And We See, from the "Sancta" Series
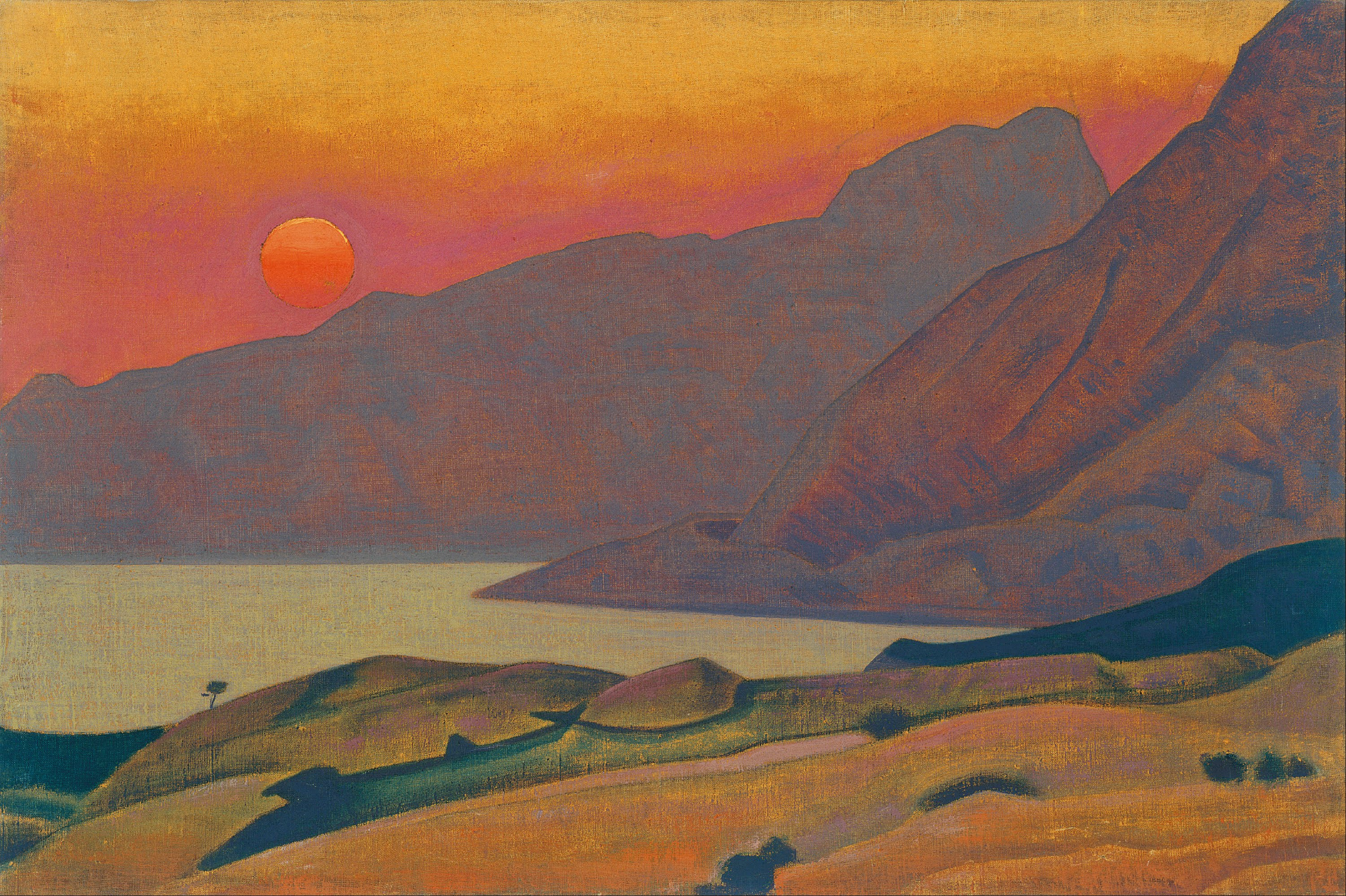
Monhegan, Maine
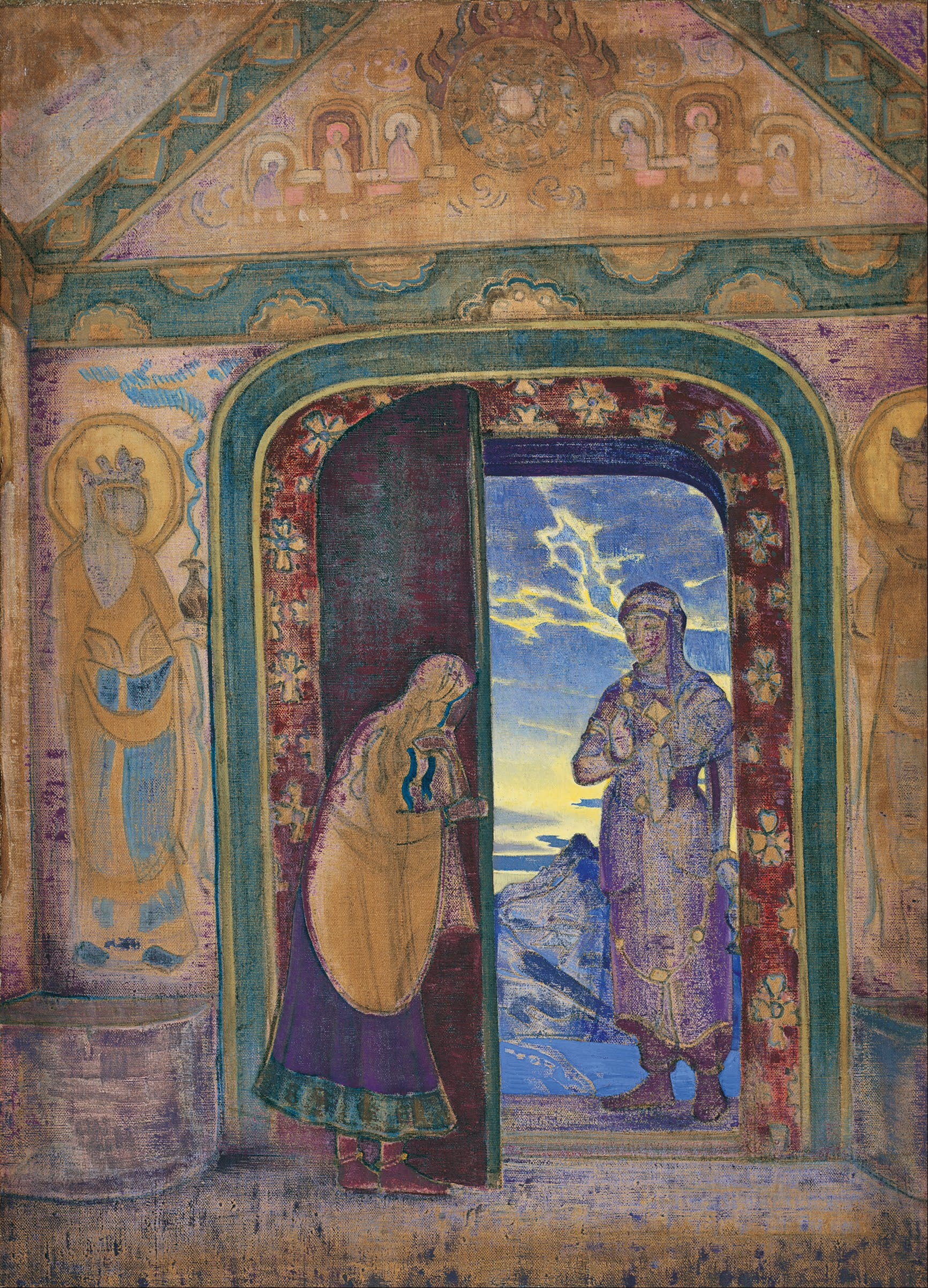
The Messenger
- Nicolas Roerich. India, Kullu, 1947

| N. K. Roerich. About Shambala |
|                               |
| Phonogram of 1929.            |
|                               |

## Obres principals
1. Art i arqueologia // Art i indústria de l'art. SPb., 1898. número 3; 1899. Núm. 4-5.
2. Algunes quintes antigues de Shelonsky i Bezhetsky acaben. SPb., 31 pàgines, dibuixos de l'autor, 1899.
3. Excursió de l'Institut Arqueològic l'any 1899 en relació amb la qüestió dels enterraments finlandesos de la província de Sant Petersburg. SPb., 14 p., 1900.
4. Algunes taques antigues Derevsky i Bezhetsk. SPb., 30 pàg., 1903.
5. En els vells temps, Sant Petersburg., 1904, 18 p., dibuixos de l'autor.
6. Edat de pedra al llac Piros., SPb., ed. "Societat arqueològica russa", 1905.
7. Obres recollides. kN. 1. M.: editorial d'ID Sytin, p. 335, 1914.
8. Contes i paràboles. Art lliure, 1916.
9. Els infractors de l'art. Londres, 1919.
10. Les Flors de Mòria. Berlín: Word, 128 p., Col·lecció de poemes. 1921.
11. Ferm. Nova York: Corona Mundi, 1922
12. Camins de benedicció. Nova York, París, Riga, Harbin: Alatas, 1924
13. Altai - Himàlaia. (Pensaments sobre un cavall i en una tenda) 1923–1926. Ulan Bator Khoto, 1927.
14. Cor d'Àsia. Southbury (St. Connecticut): Alatas, 1929.
15. Flama en Calze. Sèrie X, llibre 1. Sèrie Cançons i Sagues. Nova York: Roerich Museum Press, 1930.
16. Shambhala. Nova York: FA Stokes Co., 1930
17. Regne de la Llum. Sèrie IX, Llibre II. Sèrie Dites de l'eternitat. Nova York: Roerich Museum Press, 1931.
18. El poder de la llum. Southbury: Alatas, Nova York, 1931.
19. Dones. Discurs amb motiu de l'obertura de l'Associació de dones, Riga, ed. Sobre Roerich, 1931, 15 p., 1 reproducció.
20. La fortalesa del foc. París: Lliga Mundial de la Cultura, 1932.
21. Bandera de la pau. Harbin, Alatyr, 1934.
22. Holy Watch. Harbin, Alatyr, 1934.
23. Una porta d'entrada al futur. Riga: Uguns, 1936.
24. Indestructible. Riga: Uguns, 1936.
25. Assajos de Roerich: Cent assaigs. В 2 т. Índia, 1937.
26. Bella Unitat. Bombey, 1946.
27. Himavat: Fulles de diari. Allahabad: Kitabistan, 1946.
28. Himàlaia - Adobe of Light. Bombey: Nalanda Publ, 1947.
29. Fulls de diari. Vol. 1 (1934-1935). M: ICR, 1995.
30. Fulls de diari. Vol. 2 (1936-1941). M: ICR, 1995.
31. Fulls de diari. Vol. 3 (1942-1947). M: ICR, 1996.